# Edmund Moeller
Edmund Moeller (Neustadt, Baviera 8 de agosto de 1885 - Dresde, Sajonia 19 de enero de 1958) escultor alemán de la primera mitad del siglo XX, estudió en Dresde y Düsseldorf, fue ganador de varios premios desde sus inicios artísticos; es uno de esos raros artistas cuya obra primigenia supo conquistar los halagos del éxito. En pocas obras, como en la vasta obra de Moller, se ve con tal diafanidad el proceso de una evolución artística; las inquisiciones, los titubeos, los rebuscamientos, las profundas influencias.

## Biografía
Moeller  nació en Neustadt en el distrito de Coburg, ciudad del estado libre de Baviera en la República Federal de Alemania el 8 de agosto de 1885. Realizó sus estudios en las ciudades de Dresde y Düsseldorf y también en Italia. El 22 de marzo de 1907 el príncipe Juan Jorge de Coburgo, en representación del concejo académico de Dresde, en cuya Academia de Artes Moller fue discípulo de Roberto Diez, entregó al joven escultor el premio máximo de 200 000 marcos, para que prosiga estudios en Italia. Por su trabajo del Monumento a la Libertad  en la ciudad de Trujillo recibió del gobierno peruano el más alto título que concede ese estado: La Medalla El Sol de Perú, así como también el título de profesor. Murió el 19 de enero de 1958 en Dresde, ciudad en la que tuvo mayor tiempo de residencia.

## Obras

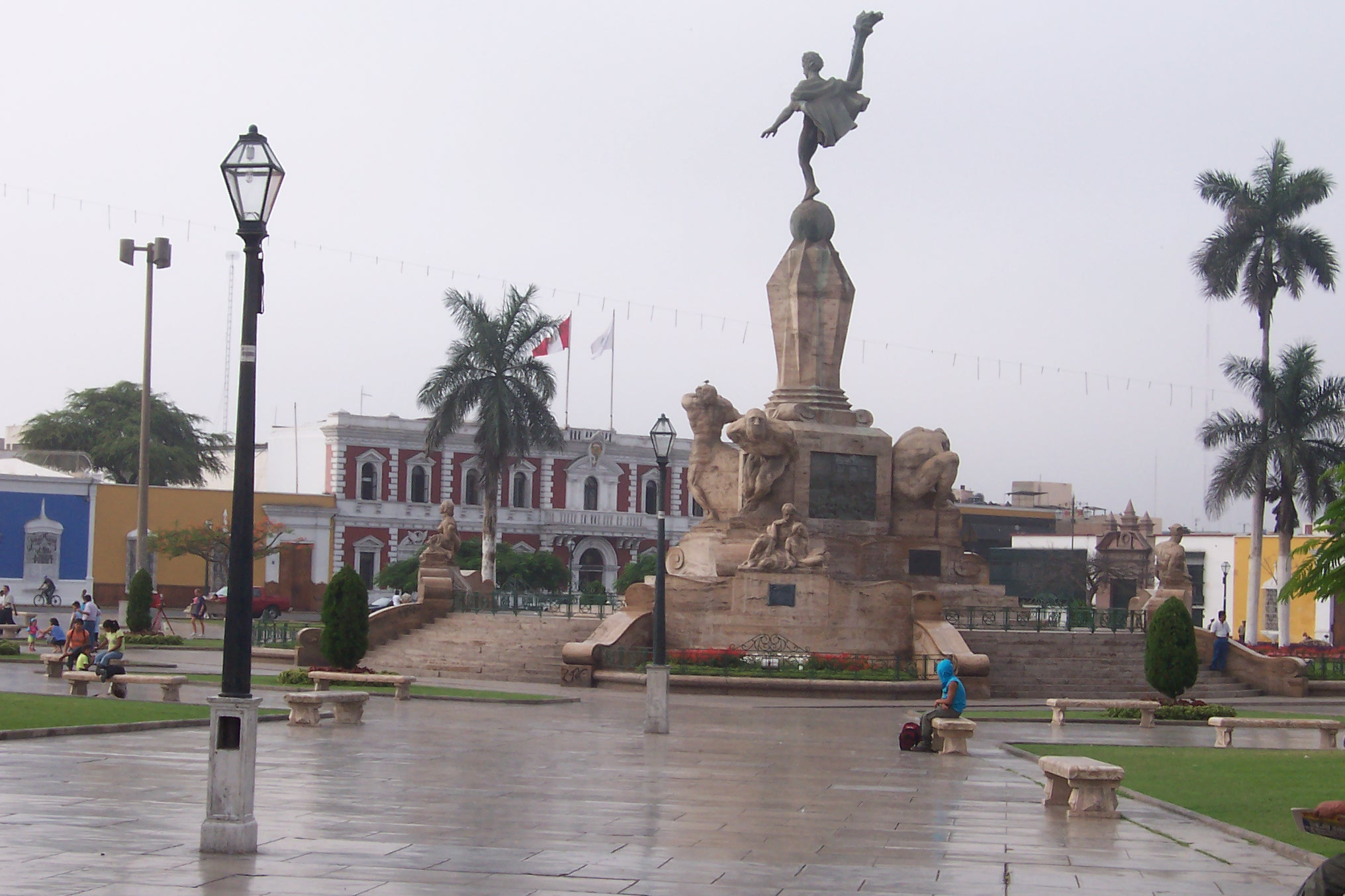
Monumento a la Libertad, la obra más destacada de Edmund Moeller, en la Plaza Mayor de Trujillo (Perú)

Como el más famoso de sus trabajos de escultura se considera el Monumento a La Libertad inaugurado en 1927 en la ciudad de Trujillo, monumento peruano de la libertad en homenaje al cumplemiento de los 100 primeros años de proclamada la independencia de Trujillo, y que además contribuyó de manera preponderante para lograr la independencia posterior de Perú[cita requerida]. Esta escultura se encuentra en la Plaza Mayor de la ciudad de Trujillo.Edmund Moeller ganó el concurso internacional realizado por la Municipalidad de Trujillo para la construcción de la escultura cuyos trabajos hasta su inauguración duraron 4 años un mes y 25 días para que el Monumento a La Libertad quede total y definitivamente instalado en su emplazamiento.
La carrera de Moeller es una serie de triunfos. Tanto sus estatuas como los retratos de mármol y bronce le merecen elogios en periódicos como  Dresdner Neueste Nachrichten y el Dresdner Anzeiger La graciosa elegancia del Joven de la Pelota le valió el premio de Roma, y, en la exposición de arte de Berlín de 1914, recibió la medalla de oro. La estatua en mármol Lamentación fue adquirida el año siguiente por el estado de Sajonia para el Museo de Leipzig, y en 1918 el Museo Albartinum de Dresde compró el busto de Max Liebermann y el Ministerio del culto prusiano su grupo Sansón con el león, para la iglesia evangélica Alemana en Roma.